# Tarasa nototrichoides
Tarasa nototrichoides là một loài thực vật có hoa trong họ Cẩm quỳ. Loài này được (Hochr.) Krapovickas miêu tả khoa học đầu tiên năm 1979.